# 阿吕河
阿吕河（法語：Hallue，法語發音：[aly]）是法国上法蘭西大區索姆省的河流，是索姆河的右支流，长15.8千米，发源自瓦当库尔，于杜尔和韦克蒙流入索姆河。